# Marcela Handlová
Marcela Handlová (rozená Roubínková) (* 22. srpna 1974) je česká házenkářka.
Hraje na pozici levého křídla a je nejlepší exekutorkou sedmimetrových hodů v české historii [zdroj?]. Prošla mnoha českými kluby. Dlouhou dobu působila také v kádru české reprezentace.
Její sestra Simona hraje také házenou.

## Působení
- Veselí nad Moravou
- Iskra Partizánské
- HC Novesta Zlín
- HC MPL Zlín
- HC Zlín
- Veselí nad Moravou

## Úspěchy
- 3× titul mistr ligy ve Zlíně
- 1× ve Veselí nad Moravou